# Ipogeo dei Volumni
L'Ipogeo dei Volumni è una tomba ipogea etrusca di datazione incerta ma attribuibile alla seconda metà del II secolo a.C..
L'ipogeo si trova 5 km a sud est dal centro di Perugia, in via Assisana località Ponte San Giovanni.

## Storia
L’ipogeo dei Volumni costituiva la tomba della famiglia di Arunte Volumnio (Arnth Velimna Aules, in etrusco), della gens Volumnia, antica famiglia patrizia. La tomba stando ai sarcofagi più antichi potrebbe essere databile seconda metà del II sec. a C, appartiene alla più vasta area archeologica della necropoli del Palazzone (III sec. a.C.- I sec .d.C.), che presenta un gran numero di tombe sotterranee ed un museo che raccoglie urne ed altre vestigia reperite successivamente agli scavi, durati fino ai nostri giorni.
La tomba è stata utilizzata fino al I secolo, per essere poi riscoperta il 5 febbraio 1840, in seguito a lavori di sistemazione della via Assisana, che congiunge Ponte San Giovanni a Perugia attraverso la località di Piscille. A documentare i lavori di scavo, in un terreno nelle vicinanze della Villa del Palazzone di proprietà della famiglia Baglioni, fu l'archeologo perugino Giovan Battista Vermiglioli. In tale occasione venne costruito un edificio a difesa dell'ingresso ipogeo e avente funzioni di piccolo museo.
Negli anni '70, in seguito alla costruzione di un imponente viadotto del raccordo autostradale Perugia-Bettolle, l'edificio ottocentesco venne consolidato da una costruzione in cemento armato.

## Descrizione

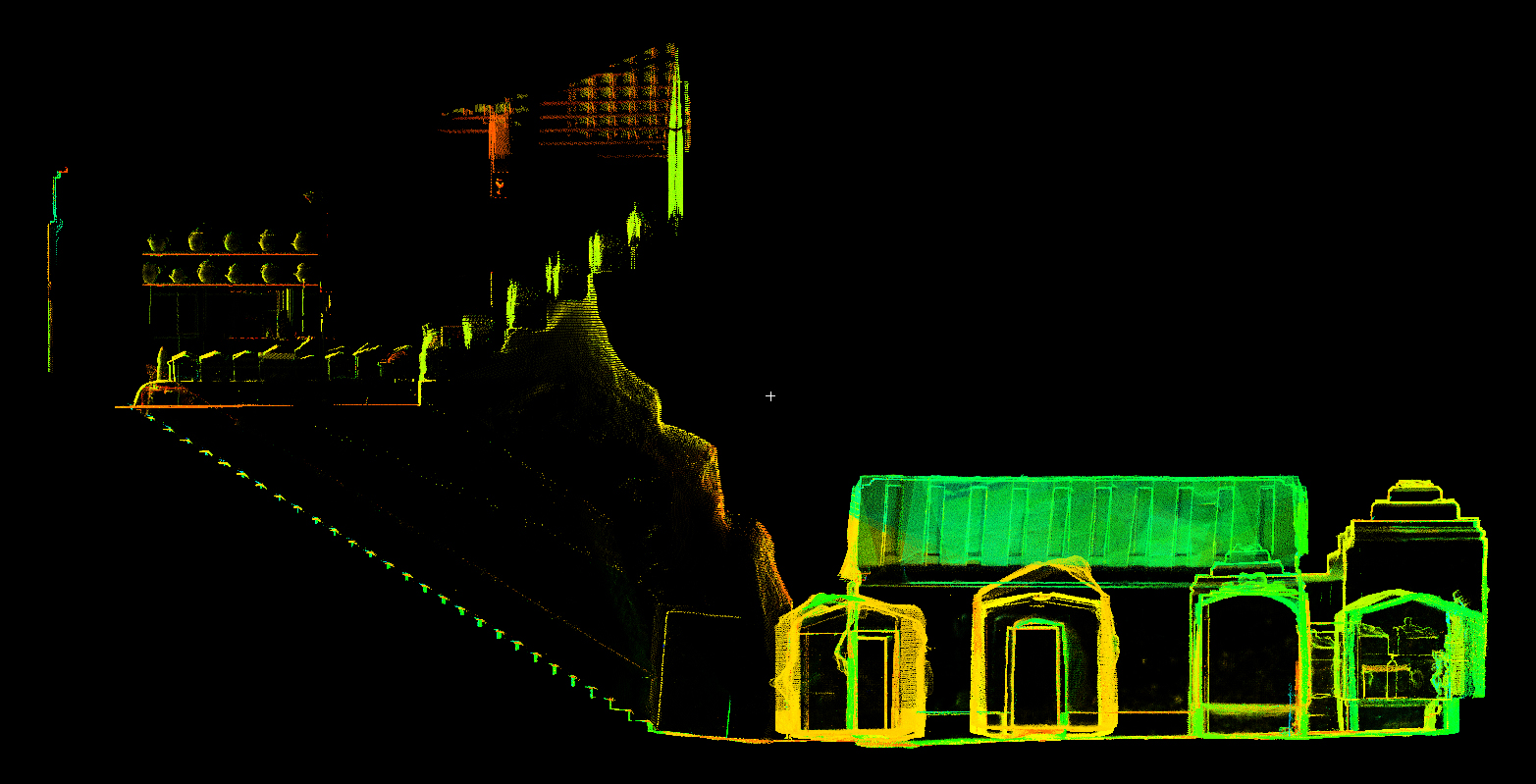
Sezione laterale di una scansione laser della tomba; si notino la scalinata di accesso e i cubicoli laterali

Il sepolcro, uno degli esempi più significativi dell’architettura funeraria di età ellenistica, riproduce la pianta canonica di una casa romano-italica, con le stanze attorno all’atrio centrale, e che accoglieva, all’interno dell’ambiente principale (tablinum) sette deposizioni, tutte entro urne recanti sul coperchio la raffigurazione quasi ritrattistica del defunto.
La tomba è raggiungibile attraverso un corridoio a gradini (dromos) che scende alcuni metri sotto la superficie; al termine di esso, si trova la porta d'ingresso ipogea.
Oltre la porta si apre un ampio vestibolo, da cui si può accedere a quattro piccole camere laterali e a tre camere centrali, più grandi: una di queste conteneva le urne principali con i resti dei capifamiglia. Sculture in bassorilievo decorano con temi mitologici il soffitto e le pareti dell'ipogeo. la copertura è a forma di tetto a doppio spiovente a simulare la travatura lignea.

### Urna di Arnth Velimna
L'urna di Arnth è la più maestosa tra le otto contenute nell'ipogeo, è in travertino stuccato e dipinto; è composta da un basamento cubico con una modanatura nel lato superiore dove scorre l'iscrizione. È sormontata da un triclinio a doppia spalliera sul quale il defunto è raffigurato disteso; la figura è appoggiata ai cuscini con il braccio sinistro e con la stessa mano regge una patera. Sulla base due Lase alate sedute su sgabelli pensili, circondano i resti ormai illeggibili di un affresco raffigurante la porta degli inferi, simulata da una nicchia. Le iscrizioni sono presenti sia in etrusco che in latino.